# De goudkinderen
De goudkinderen of De gouden kinderen is een sprookje uit Kinder- und Hausmärchen, de verzameling van de gebroeders Grimm, met als nummer KHM85. De oorspronkelijke naam is Die Goldkinder.

## Het verhaal
Een arme man en vrouw wonen in een hutje en leven van de visvangst. Op een dag vangt de man een vis van goud en deze zegt dat hij het hutje in een kasteel zal veranderen als hij vrijgelaten wordt. De man zegt geen eten te hebben, en de vis belooft ook hier voor te zorgen. De man laat de vis dan vrij, maar wordt eerst nog gewaarschuwd. Als hij vertelt hoe hij aan de rijkdommen komt, zal alles verdwijnen. Thuisgekomen zit zijn vrouw in mooie kleding in het kasteel en hij zegt dat hij iets wil eten. In de kast zit veel voedsel en de vrouw en man zijn tevreden, maar de vrouw vraagt zich af hoe dit alles komt. De man wil het niet vertellen, maar de vrouw vraagt maar door en de man zegt het toch, waarna alles is verdwenen.
Het geluk wil echter dat de man nogmaals de gouden vis vangt. Deze vraagt opnieuw om weer in het water gegooid te worden en de man doet dit, als hij thuiskomt is zijn huis weer een kasteel. Zijn vrouw is ook verheugd en begint na een paar dagen toch weer te vragen. De man verklapt het geheim opnieuw en alles verdwijnt. De vrouw zegt geen rust te hebben als ze niet weet waar de rijkdom vandaan komt, en heeft het dan liever helemaal niet. De man vangt de gouden vis opnieuw en deze zegt dat hij inziet dat hij steeds gevangen zal worden door deze man. Hij laat zich meenemen naar het huis en de man moet de vis daar in zes stukken snijden.
Twee stukken zijn voor de vrouw, twee voor het paard en twee moeten in de grond begraven worden. Dit zal geluk brengen, en na een tijdje groeien er twee gouden lelies uit de grond. Het paard krijgt twee gouden veulens en de vrouw bevalt van een gouden tweeling. De twee kinderen willen vertrekken, maar de vader wordt bedroefd en wil weten hoe het met ze gaat. Dit kan hij zien aan de twee gouden lelies, als ze fris zijn is de tweeling ook gezond. Maar als ze verwelken, zijn ze ziek en als ze omvallen is de tweeling dood. De tweeling rijdt op de gouden paarden weg en komt bij een herberg.
De mensen beginnen te lachen als ze de tweeling zien, en een van hen wil dan niet langer de wereld in en gaat naar huis. De ander komt bij een groot bos, maar wordt gewaarschuwd voor rovers. Hij gaat toch door en trekt twee berenhuiden aan en over zijn paard, zodat het goud niet te zien is. Hij komt veilig door het bos en ziet een mooi meisje in een dorp en vraagt haar ten huwelijk. Ze stemt in en de bruiloft wordt gevierd. Haar vader vindt iemand in een berenhuid echter te min voor zijn dochter en staat de volgende ochtend vroeg op omdat hij hem wil doden. Hij ziet een gouden man bij zijn dochter in bed en is blij dat hij zich beheerst heeft.
Het gouden kind wil dan op jacht op een prachtig hert waar hij van droomde. Hij ziet inderdaad een hert en volgt het lange tijd en komt dan bij een huisje van een heks. Ze doet open en kent het hert, de hond blaft tegen de man. Als de man de hond afblaft, verandert de heks hem in steen. De bruid wacht op hem en zijn broer ziet een lelie omvallen. Hij gaat op weg op zijn gouden paard en komt bij het huisje. Ze wil hem betoveren, maar hij dreigt haar neer te schieten als ze zijn broer niet levend maakt. Ze raakt de steen aan met haar vinger en de broer komt tot leven. De tweeling omhelst elkaar en gaan naar hun huizen en levens terug. De vader weet al bij thuiskomst dat de broer is verlost, want de lelie is weer gaan bloeien.

## Achtergronden bij het verhaal
- Het sprookje komt uit Hessen.
- Het begin van het sprookje lijkt op Van de visser en zijn vrouw (KHM19).
- De vis die zich opoffert doet denken aan de vis als symbool voor Christus.
- De lelie (of andere plant) die verbonden is aan het leven, komt voor in oosterse verhalen. In een Hindoe-volkslied laat een man een lavendelstruikje achter, zodat zijn vrouw kan zien of het goed met hem gaat. Zie ook De twaalf broeders (KHM9).
- De opdracht om te zwijgen komt ook voor in De twaalf broeders (KHM9) en De zes zwanen (KHM49).
- Het bos in het sprookje staat voor het leven, waarin men de weg moet zoeken.
- Het dier als helper komt in heel veel sprookjes voor;
  - een slang in De witte slang en De drie slangenbladeren (KHM16)
  - drie raven in De trouwe Johannes (KHM6).
  - een beer in De twee gebroeders (KHM60)
  - een bij in De bijenkoningin (KHM62) en De twee reisgezellen (KHM107)
  - duiven in Assepoester (KHM21), De drie talen (KHM33) en De oude vrouw in het bos (KHM123)
  - een eend in Hans en Grietje (KHM15), De bijenkoningin (KHM62) en De twee reisgezellen (KHM107)
  - een geit in Eenoogje, tweeoogje en drieoogje (KHM130)
  - een haan in De drie gelukskinderen (KHM70)
  - een haas in De twee gebroeders (KHM60)
  - een hond in De drie talen (KHM33) en De oude Sultan (KHM48)
  - een kat in De drie gelukskinderen (KHM70) en De arme molenaarsknecht en het katje (KHM106)
  - een leeuw in De twee gebroeders (KHM60), De twaalf jagers (KHM67) en De koningszoon die nergens bang voor was (KHM121)
  - mieren in De bijenkoningin (KHM62)
  - een ooievaar in De twee reisgezellen (KHM107)
  - een paard in De ganzenhoedster (KHM89)
  - een pad in De drie veren (KHM63) en De ijzeren kachel (KHM127)
  - een raaf in Het boerke (KHM61)
  - een schimmel in Fernand getrouw en Fernand ontrouw (KHM126)
  - een veulen in De twee reisgezellen (KHM107)
  - een vis in Van de visser en zijn vrouw (KHM19), Fernand getrouw en Fernand ontrouw (KHM126) en Het zeehaasje (KHM191)
  - een vogel in Assepoester (KHM21), De drie talen (KHM33) en De roverbruidegom (KHM40)
  - een vos in De gouden vogel (KHM57), De twee gebroeders (KHM60) en Het zeehaasje (KHM191)
  - een wolf in De twee gebroeders (KHM60)
- De twee broers die elkaar trouw blijven, zijn verwant met die uit De twee gebroeders (KHM60).
- Een berenhuid komt ook voor in Berenpels (KHM101). Dierenhuiden komen voor in Bontepels (KHM65).
- Verstening komt ook voor in De trouwe Johannes (KHM6), De twee gebroeders (KHM60) en Jorinde en Joringel (KHM69) en De twee koningskinderen (KHM113). Ook de wolf versteent in een versie van De wolf en de zeven geitjes. Zie ook De Didibri-Draken.
- In De man die volmaakt wilde zijn komt ook een tweeling voor, hier staat een boom op de binnenplaats die de gezondheid van een van de zonen aangeeft.